# Guyson International

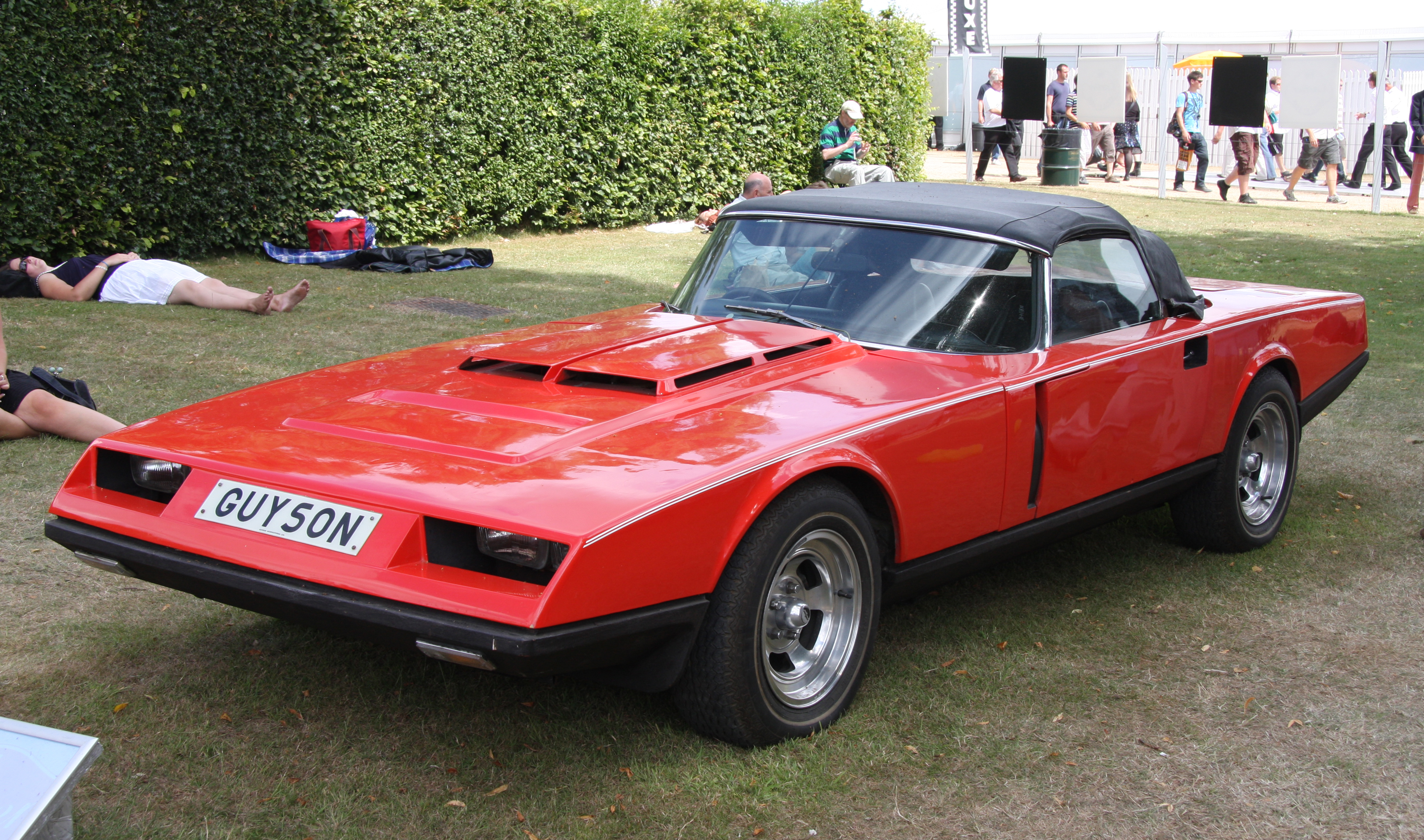
Guyson E 12

Guyson International Limited ist ein britisches Unternehmen im Bereich Maschinenbau und ehemaliger Automobilhersteller.

## Unternehmensgeschichte
Robert Thomson gründete das Unternehmen am 20. Mai 1938 in Skipton in der Grafschaft North Yorkshire. 1974 begann unter Leitung von Jim Thomson und mit Hilfe des Designers William Towns die Produktion von Automobilen und Kits. Der Markenname lautete Guyson. 1977 endete die Produktion. Insgesamt entstanden zwei Exemplare, von denen eines noch existiert. Das Unternehmen hat Zweigniederlassungen in den USA, Frankreich, der Volksrepublik China und Malaysia.

## Fahrzeuge
Das einzige Modell war der E 12. Die Basis der Fahrzeuge bildete der Jaguar E-Type. Darauf wurde eine Karosserie aus Fiberglas montiert. Der Preis für ein Komplettfahrzeug betrug 5300 Pfund, während der E-Type nur 3300 Pfund kostete.